# East-West Airlines
East-West Airlines war eine australische Regionalfluggesellschaft, die 1947 in Tamworth, New South Wales, gegründet wurde. Sie war Australiens drittgrößte nationale Fluggesellschaft. In Tamworth führte sie die Wartung selbst durch. Das Unternehmen verfügte über ein Netz von Reisebüros.

## Geschichte
East-West Airlines wurde 1947 mit Mitteln von etwa 800 hauptsächlich Kleinanlegern gegründet, mit dem Ziel, „die stadtbasierten Airline-Monopole“ zu bekämpfen. Die Aktien wurden sofort als nicht börsennotiertes öffentliches Unternehmen gehandelt. In dieser frühen Zeit bestand die Belegschaft aus dem Manager Basil Brown und dem Wartungsingenieur und Werkstattleiter Cedric Wood. Wood hatte neun separate Flugzeugwartungslizenzen. Daher konnte das Unternehmen Wartungsverfahren mit einem minimalen Budget durchführen. Ursprünglich betrieb East-West mit einmotorigen Flugzeugen des Tiger Moth den ersten regulären Postzustelldienst Australiens zwischen Tamworth, Port Macquarie und Newcastle. Zunächst nutzte die Airline ehemalige Militärflugzeuge des Typs Lockheed Hudson. Diese zu Passagierflugzeugen umgebauten Bomber waren im Einkauf günstiger als die technische überlegenen Douglas DC-3. Das Unternehmen kaufte zweimotorige Avro-Anson-Flugzeuge, die es ihm erlaubten, mehr Post und Passagiere zu transportieren.
East-West erwarb ab 1953 mehrere Douglas DC-3. Diese Flugzeuge mit 28 Plätzen ersetzten nach und nach die kleineren Avro Anson. Im Dezember 1983 wurde East-West für geschätzte 20 bis 30 Millionen AUD an die in Perth ansässige Skywest Airlines verkauft. Nach dem Verkauf wurde East-West als eigenständige Einheit beibehalten. Am 31. Oktober 1993 ging das Unternehmen in der Ansett Australia auf.

## Flotte
East-West Airlines betrieb insgesamt 50 Flugzeuge. Es ist jedoch unklar, wie viele davon vor der Auflösung ausgemustert wurden. Die Flotte umfasste folgende Flugzeuge:
- 2 Boeing 727-200[5]
- 1 Boeing 737-300[5]
- 8 British Aerospace 146[6]
- 1 de Havilland Canada DHC-6 Twin Otter[7]
- 6 Douglas DC-3[8]
- 20 Fokker F27[9]
- 8 Fokker F28[10]
- 3 Lookheed Hudson[11]

## Zwischenfälle
In der Geschichte von East-West Airlines kam es zu vier Zwischenfällen. Dabei wurden 3 Flugzeuge irreparabel beschädigt. Es kamen keine Menschen ums Leben.

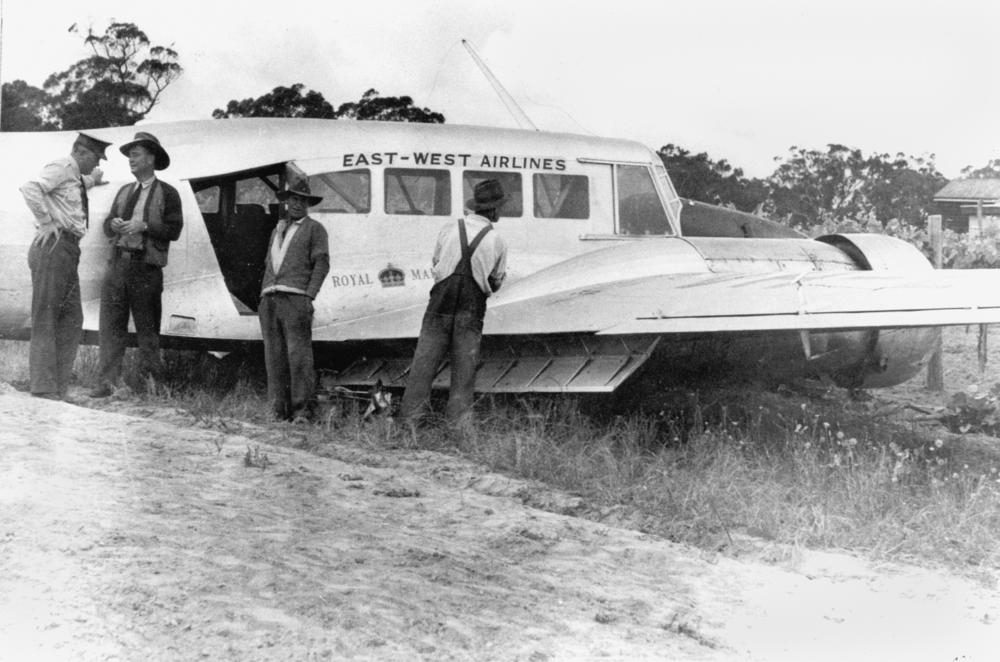
Die im Dezember 1950 notgelandete Avro Anson der East-West Airlines

- Am 5. Dezember 1950 füllte sich das Cockpit eines East-West Airlines Fluges von Eagle Farm nach Armidale mit Rauch und der Motor entzündete sich. Daraufhin veranlasste der Pilot A. J. Smith eine Notlandung, die zu einer schweren Beschädigung des Flugzeuges führte. Es gab keine Toten oder Verletzten.[12]

- Am 4. November 1957 führte eine 15 Jahre alte DC3 der East-West Airlines 3 km nach dem Start in Sydney eine Notwasserung auf einem See durch. Alle 24 Fluggäste und 3 Besatzungsmitglieder überlebten. In einer Höhe von 200 Fuß stellte der Pilot eine zu niedrige Drehzahl an Triebwerk 1 fest, welches mehrere Fehlzündungen hatte. Die Untersuchungen ergaben, dass er daraufhin fälschlicherweise den Schub an Triebwerk 2 reduzierte. Das Flugzeug verlor an Höhe und konnte nicht mehr zum Flughafen zurückkehren. Das Flugzeug konnte nach dem Vorfall trotz schwerer Beschädigungen repariert werden.[13]

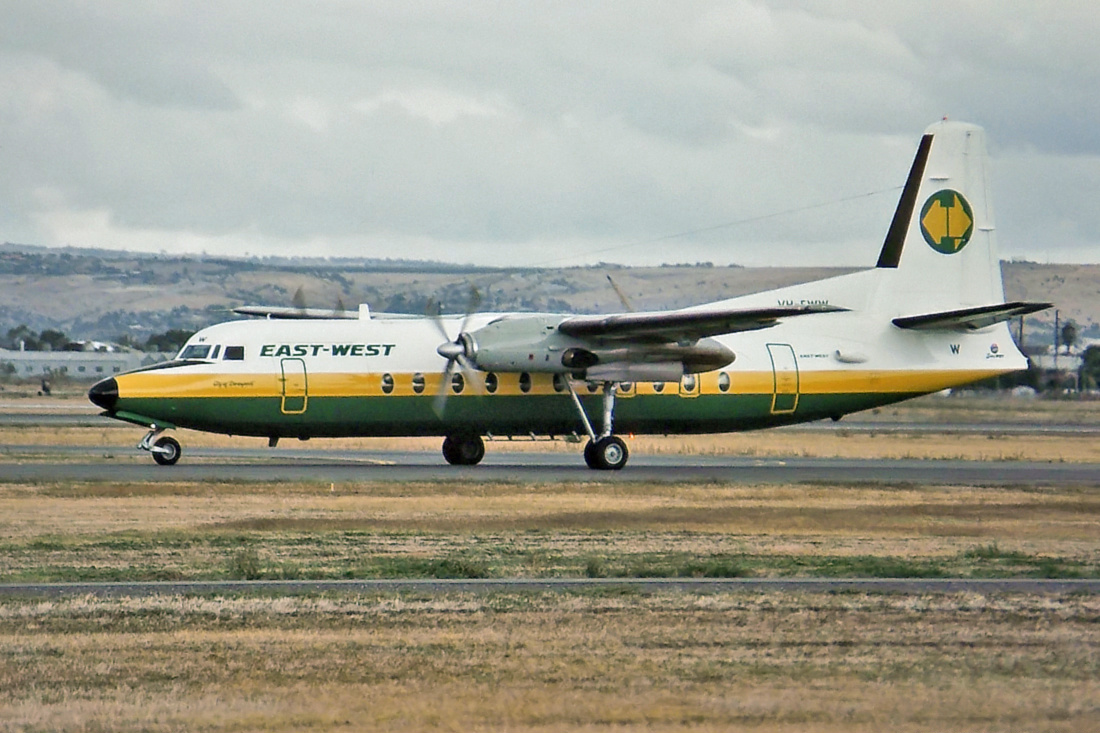
Eine mit den 1974 und 1995 verunglückten baugleiche Fokker F-27-500 Friendship der East-West Airlines, Adelaide 1984

- Am 31. Mai 1974 wurde East-West Airlines Flug 752/753 auf dem Weg von Sydney über Orange und Barthhurst zurück nach Sydney bei der Landung in Barthhurst von einer Windböe erfasst. Die Fokker F-27 mit 30 Passagieren und 4 Besatzungsmitgliedern schlug nach einem gescheiterten Go-Around-Manöver 1240 Meter nördlich von Landebahn 35 auf und rutschte noch 625 Meter, bis es zum Stillstand kam. Alle Insassen überlebten.[14]

- Am 1. Juli 1995 wurde eine Fokker F-27 mit 3 Insassen bei einem Trainingsflug irreparabel beschädigt. Das linke Fahrwerk war bei der Landung kollabiert. Das Flugzeug konnte sicher zum Stillstand gebracht werden und es gab keine verletzten. Als Ursache gilt die fehlerhafte Wartung durch die Airline. Alle Insassen blieben unverletzt.[15]